# Mauro Mendes
Mauro Mendes Ferreira (Anápolis, 12 de abril de 1964) é um empresário, engenheiro eletricista e político brasileiro filiado ao União Brasil (UNIÃO). Presidiu a Federação das Indústrias do Estado de Mato Grosso (Fiemt) e o sistema Sesi/Senai entre os anos de 2007 e 2010. Atual governador de Mato Grosso, o político exerceu a função de prefeito de Cuiabá no mandato de 2013 a 2016.

## Biografia
Natural de Goiás, filho de Antônio Mendes e Abadia Sena, Mendes mudou-se para Cuiabá aos 16 anos. O político é casado com a economista e empresária Virgínia Mendes e pai de três filhos: Ana Carolinne, Luis Antônio e Maria Luíza.
Nos anos de 1984 e 1985, com cerca de 20 anos, Mauro fez parte da movimento estudantil, ganhando a disputa das eleições do Diretório Central dos Estudantes (DCE) por meio da chapa Reflexão e Luta, herdando pautas da gestão anterior, Semear, que enfrentava problemas de permanência estudantil, como moradia e alimentação.
Na capital do estado de Mato Grosso, formou-se em engenharia elétrica pela Universidade Federal de Mato Grosso (UFMT) e fundou a Bimetal, fabricante de torres de telecomunicações. Por seis anos, foi o presidente da Federação das Indústrias do Estado de Mato Grosso, chegando a ser vice-presidente da Confederação Nacional da Indústria.
Em junho de 2020, Mauro Mendes anunciou que foi diagnosticado com o novo coronavírus. 

## Trajetória empresarial
Mauro Mendes é sócio do Grupo Bipar, que engloba a Bimetal Indústria Metalúrgica Ltda, a Bipar Energia S.A., a Bipar Investimentos e Participações S.A e Mavi Engenharia e Construções Ltda. Em 2015, o grupo entrou com uma ação judicial para efetuar um pedido de recuperação financeira da empresa, tendo em vista a declaração de uma dívida de 126 milhões de reais. Nas declarações do político, desde 2014 a empresa sofreu uma perda de rendimentos ocasionada pelas projeções da Operação Ararath, já que a partir do início das investigações, os bancos limitaram o acesso à créditos e financiamentos ao Grupo Bipar. Posteriormente, a justiça arquivou a investigação pela da falta de provas protocoladas e, por isso, a Bipar entrou com um pedido de recuperação judicial em 2015, obtendo o plano para o pagamento de débitos homologado no ano seguinte.

## Trajetória política
Em 2008, Mauro disputou as eleições municipais de Cuiabá, candidato ao cargo de prefeito, e não conseguiu ser eleito. Em 2010, também disputou a eleição para o governo do Estado e perdeu novamente a disputa. Eleito em 2012, venceu o pleito em segundo turno com 169.688 votos (54,65%). Durante o mandato, a administração do prefeito foi aprovada por aproximadamente 80% da população cuiabana, sendo considerado um dos melhores prefeitos da capital. Segundo a pesquisa realizada pelo Instituto Gazeta Dados, a gestão obteve diversos avanços, como a entrega do Hospital São Benedito; da UTI pediátrica; do Centro de Distribuição de Medicamentos; cinco escolas; 16 creches (reformando outras 12); parques como o Tia Nair e Parque das Águas; a Orla do Porto; e a realização do programa de asfaltamento e recapeamento do município, cobrindo uma área de 500km.
Entre os anos de 2013 e 2015, Mauro Mendes assumiu a presidência do Partido Socialista Brasileiro (PSB) em um momento de tensão interna. Na época, o partido se reconstituía depois da saída de Valtenir Pereira para o PMDB, que se desfiliou junto à 11 dos 12 prefeitos filiados. Após a reestruturação das bases do partido, Mendes fora questionado sobre o apoio e privilégio dado à determinadas candidaturas em sua administração, que resultaram em inquietações no interior do grupo durante as eleições de 2014. Apesar das diversas problemáticas, o nome de Mauro fora cogitado na troca administrativa da presidência do PSB em 2017, mas a indicação não se consolidou, dando lugar a posse de Valtenir, que retornou ao partido no mesmo mês da votação para o cargo de chefia.
No início de 2018, Mauro deixou o PSB e ingressou no Democratas como pré-candidato ao governo do Estado ou Senado Federal. No mesmo ano, elegeu-se governador de Mato Grosso pelo primeiro turno das eleições, com 58,7% dos votos, vencendo o tucano Pedro Taques que tentava a reeleição e terminou em terceiro lugar.
Nas eleições 2022, Mauro Mendes concorreu à reeleição e venceu com uma votação expressiva (68,45%), tendo ampliado a sua votação em mais de 270 mil votos, em comparação com 2018. Mauro, em coligação com o PL de Jair Bolsonaro, elegeu-se juntamente com o senador, candidato à reeleição, Wellington Fagundes (PL). Um dos grandes marcos da sua campanha foi o memorável jingle "Deixa o Mauro trabalhar", em estilo de forró, que pedia mais quatro anos de mandato para continuar o trabalho. O jingle gerou brincadeiras e interações descontraídas nas redes sociais de Mauro, mesmo após as eleições.

## Governador de Mato Grosso
No dia 1 de janeiro de 2019 assumiu como Governador de Mato Grosso, declarando no discurso de posse que os grandes inimigos do estado seriam "desigualdade social" e "péssima qualidade dos serviços públicos", ressaltando a situação fiscal precária do estado, também criticando a dita "velha política" que afirmou que a população brasileira estava cansada e indicou a eleição de Jair Bolsonaro a presidência como sendo uma prova disso.
Nos primeiros meses de seu governo, o político decretou estado de calamidade financeira em Mato Grosso, alegando a redução de despesas para o pagamento de 4 bilhões em dívidas herdadas da gestão anterior, porém essa calamidade financeira não foi reconhecida pelo governo federal, uma vez que a equipe financeira do governo federal após análise julgou inverídicas os argumentos apresentados. Mesmo neste contexto. Em julho de 2019, a Assembleia Legislativa de Mato Grosso, aprovou a prorrogação da calamidade financeira por mais 120 dias. Mendes manteve o escalonamento dos salários dos servidores públicos, mesmo tendo prometido em sua campanha realizar os pagamentos no último dia do mês. Também realizou um empréstimo de 332 milhões de dólares com o Banco Mundial, aprovado pela Assembleia Legislativa, prorrogando a dívida e diminuindo os juros sobre o montante fiscal, tendo em vista a sustentabilidade financeira do estado e a capacidade institucional de produção.
Em janeiro de 2019, a atual gestão comandada pelo governador Mauro Mendes encontrou o Estado quebrado. Salários atrasados, viaturas sendo recolhidas por falta de pagamento de locação e combustível, UTIs sendo fechadas e centenas de obras paradas. Além de dívidas de restos a pagar na ordem de R$ 4 bilhões.
Com a missão de consertar o Estado e com o auxílio da Assembleia Legislativa, o governador Mauro Mendes promoveu a reforma administrativa, enxugando as secretarias de 25 para 16. Despesas foram cortadas, contratos e dívidas bancárias foram renegociados e mais de 4 mil cargos foram extintos.
Com as medidas adotadas, já em 2020 o Governo conseguiu reduzir em mais de sete pontos percentuais o custeio das despesas de pessoal, saindo de 57,89%, em 2018, para 50,71%, considerando os 4 primeiros meses de 2020. Pela primeira vez em quatro anos, o Governo de Mato Grosso voltou a registrar superávit em suas contas no final de 2019.
O salário dos servidores passou a ser pago rigorosamente em dia, no dia 30 do mês trabalhado, e os fornecedores passaram a receber os pagamentos de forma regular. A meta de fazer a Saúde funcionar também avançou nesse período. Há obras em andamento para ampliar e modernizar os Hospitais Regionais de Sorriso, Sinop e Rondonópolis. A Santa Casa (fechada pela Prefeitura), que agora é o Hospital Estadual Santa Casa, foi reativada pelo Governo de Mato Grosso e passou a contar uma estrutura moderna e que tem atendido com excelência a alta complexidade. Também foi ampliado e modernizado o Hospital Metropolitano, em Várzea Grande.
Na Infraestrutura, centenas de obras foram colocadas em andamento para contemplar todas as regiões de Mato Grosso. Muitas delas eram aguardadas há décadas pela população local, como a ZPE de Cáceres e o encabeçamento das pontes da Estrada do Matão, em Pontes e Lacerda.
O governador ainda concluiu obras importantes para o Estado como a recuperação de 16km do anel viário em Rondonópolis, a finalização da obra de asfaltamento entre Guiratinga a Tesouro, o Coxipó do Ouro, a MT-010, a recuperação da rodovia que liga Jangada a Barra do Bugres, entre tantas outras obras no Estado.

## Desempenho em eleições
| Ano  | Eleição                  | Candidato a | Partido | Coligação | Sumplentes/Vice                 | Votos     | Resultado                    |
| ---- | ------------------------ | ----------- | ------- | --- | ------------------------------- | --------- | ---------------------------- |
| 2008 | Municipal de Cuiabá      | Prefeito    | PR      | (PR,PTC,PT,PP,PMDB,PSC)                                                                                              | Professora Verinha (PT)         | 114.432   | Não eleito 2º turno (39,53%) |
| 2010 | Estaduais em Mato Grosso | Governador  | PSB     | Mato Grosso Melhor Pra Você (PPS,PSB,PV,PDT)                                                                         | Otaviano Pivetta (PDT)          | 472.475   | Não eleito 1º turno (31,85%) |
| 2012 | Municipal de Cuiabá      | Prefeito    | PSB     | Um novo caminho para Cuiabá (PR,PPS,PSB,PV,PDT)                                                                      | João Malheiros (PR)             | 169.688   | Eleito 2º turno (54,65%)     |
| 2018 | Estaduais em Mato Grosso | Governador  | DEM     | Pra Mudar Mato Grosso (DEM, PDT, PSD, PSC, MDB, PMB, PHS, PRP e PTC)                                                 | Otaviano Pivetta (PDT)          | 840.094   | Eleito 1º turno (58,69%)     |
| 2022 | Estaduais em Mato Grosso | Governador  | UNIÃO   | Mato Grosso Avançando, sua Vida Melhorando (UNIÃO, Republicanos, PL, MDB, PSB, PROS, PODE, Federação PSDB Cidadania) | Otaviano Pivetta (Republicanos) | 1.114.549 | Eleito 1º turno (68,45%)     |

## Controvérsias

### Condenação em processos trabalhistas
Em 2015, Mauro Mendes foi processado por submeter cerca de 200 trabalhadores a condições degradantes de trabalho na construção de uma linha de transmissão da Eletrobras em Cacoal e pela falta de pagamento salarial e direitos trabalhistas pelo nome da empresa Mavi Engenharia e Construções Ltda. O pagamento da soma, avaliado em 35 milhões de reais, conta com o pedido do sindicato sobre o pagamento de indenização por danos morais individuais a cada ex-funcionário, tendo em vista que grande maioria dos trabalhadores era advindo de outros estados. Diante desta situação, a falta dos acertos rescisórios que não foram quitados pela empresa, que faz parte do grupo Bipar, não permitiu que os funcionários demitidos voltassem à seus locais de origem. Mendes entrou com recurso no TRT diante o resultado condenatório da tramitação e solicitou na justiça o sigilo sobre a documentação da empresa no processo. Diante a polêmica, o resultado da situação judicial foi utilizado pela oposição como ferramenta retórica em pronunciamentos midiáticos durante as campanhas eleitorais de 2018.

### Improbidade Administrativa
Em abril de 2018, a 8ª Vara Federal de Cuiabá concordou com o bloqueio dos bens do governador Mauro Mendes e da juíza Carla Reita em cerca de 300 mil reais. O político e a juíza foram acusados de improbidade administrativa na ação iniciada pelo Ministério Público Federal (MPF). A investigação, datada de 2013, iniciou-se diante uma compra habitacional ilegal realizada pela juíza em 2009, em um leilão do Tribunal Regional do Trabalho (TRT), por intermédio de Mauro Mendes. A juíza não poderia participar do leilão, que visava o pagamento de indenizações trabalhistas, por fazer parte do grupo de servidores da Justiça do Trabalho. O apartamento teria sido comprado pelo político e repassado para a magistrada. Em decorrência da investigação, como punição, a juíza foi sujeita à aposentadoria compulsória em 2015, com decisão de julgamento mantida pelo Conselho Nacional de Justiça (CNJ).
Além disso, em decorrência do estado de calamidade financeira adotado pelo governo de Mato Grosso em 2018, Mauro Mendes foi criticado pelo aluguel de uma casa em um condomínio de luxo de Cuiabá para sua equipe de segurança pessoal. O valor investido e a ação de contratação não fogem de procedimentos normais da administração dos estados brasileiros, respaldados por lei, mas se amplificou de forma negativa entre a população por causa do período financeiro conturbado, já que o decreto de calamidade se enquadra em um contexto de redução de despesas e prevê como uma de suas cláusulas a proibição do aditamento dos contratos de locação de imóveis e de veículos que aumentem a despesa e prevê como uma de suas cláusulas a proibição do aditamento dos contratos de locação de imóveis e de veículos que aumentem a despesa estatal.

### Desaprovação do Governo Mauro Mendes
A avaliação do Governo Mauro Mendes chegou a seu pior patamar em agosto de 2019. A Enquete com o objetivo de fazer um mero levantamento dos cidadãos mato-grossenses da atual gestão e avaliação do Governo Mauro Mendes publicada no site RDNEWS Portal de Notícias de Mato Grosso aponta a desaprovação da gestão de Mauro Mendes. Segundo a enquete, quase 90% avaliam como ruim ou péssima a gestão do democrata como Chefe do Executivo Estadual. Desde sua posse como governador, a avaliação negativa esteve à frente da positiva.
Em seis meses como chefe do executivo, o Governador Mauro Mendes tem tomados medidas austeras e polêmicas em MT e têm sido motivo de discussões entre aqueles que apoiam e aqueles que rejeitam as decisões. Comparando com uma pesquisa Access, divulgada com exclusividade por Olhar Direto, revelou que o grau de insatisfação da população mato-grossense com a gestão Mauro Mendes cresceu 90%.
Durante campanha eleitoral, o Governador Mauro Mendes afirmou que iria viabilizar recursos para os hospitais filantrópicos e reorganizar o sistema de saúde no estado. Na pasta da Educação assegurou o cumprimento da Lei 510/2013 e o Reajuste Anual Geral (RGA) aos profissionais da educação. No setor da segurança, Mauro Mendes disse que pretendia investir e equipar a polícia para reduzir a criminalidade. Ainda durante a campanha, Mauro Mendes propôs simplificar o ambiente tributário no estado, eliminando a burocracia para estimular a industrialização. Entretanto, nos primeiros seis meses de governo, as ações prometidas ainda não se consolidaram. Na saúde, Hospitais Estaduais Regionais, geridos por prefeituras municipais, são devolvidos ao Estado por insuficiência de recursos para cobrir as despesas de média e alta complexidade e o Estado acumula uma dívida de R$ 14 milhões com municípios. Na pasta da Educação, em seis meses, enfrentou a maior de todas as greves dos profissionais da educação do Estado de Mato Grosso pelo corte e congelamento de gastos estaduais (LC nº 81). Os profissionais da educação estiveram de greve por 75 dias, a maior greve do Estado de Mato Grosso. No setor da segurança pública, por má administração, mais de 25% dos veículos utilizados pelos órgãos de segurança pública de Mato Grosso não estão funcionando por falta dos pagamentos às locadoras, segundo a União dos Conselhos de Segurança do estado. Os veículos recolhidos foram levados para um pátio que fica na Rodovia dos Imigrantes, próximo a BIMETAL empresa do Governador Mauro Mendes, região metropolitana. Mais de 250 viaturas estão paradas até que o governador Mauro Mendes se posicione sobre o repasse do dinheiro.
Mauro Mendes teve apenas um projeto de lei aprovado pela Assembleia Legislativa, que se tratava do projeto de Tributação. Com a aprovação, esse projeto afeta 90% do comércio de Mato Grosso com a reinstituição e revogação dos incentivos fiscais. A tributação mexe até com empresas que estão tributadas no Simples.